# 泰巴尔迪河岸

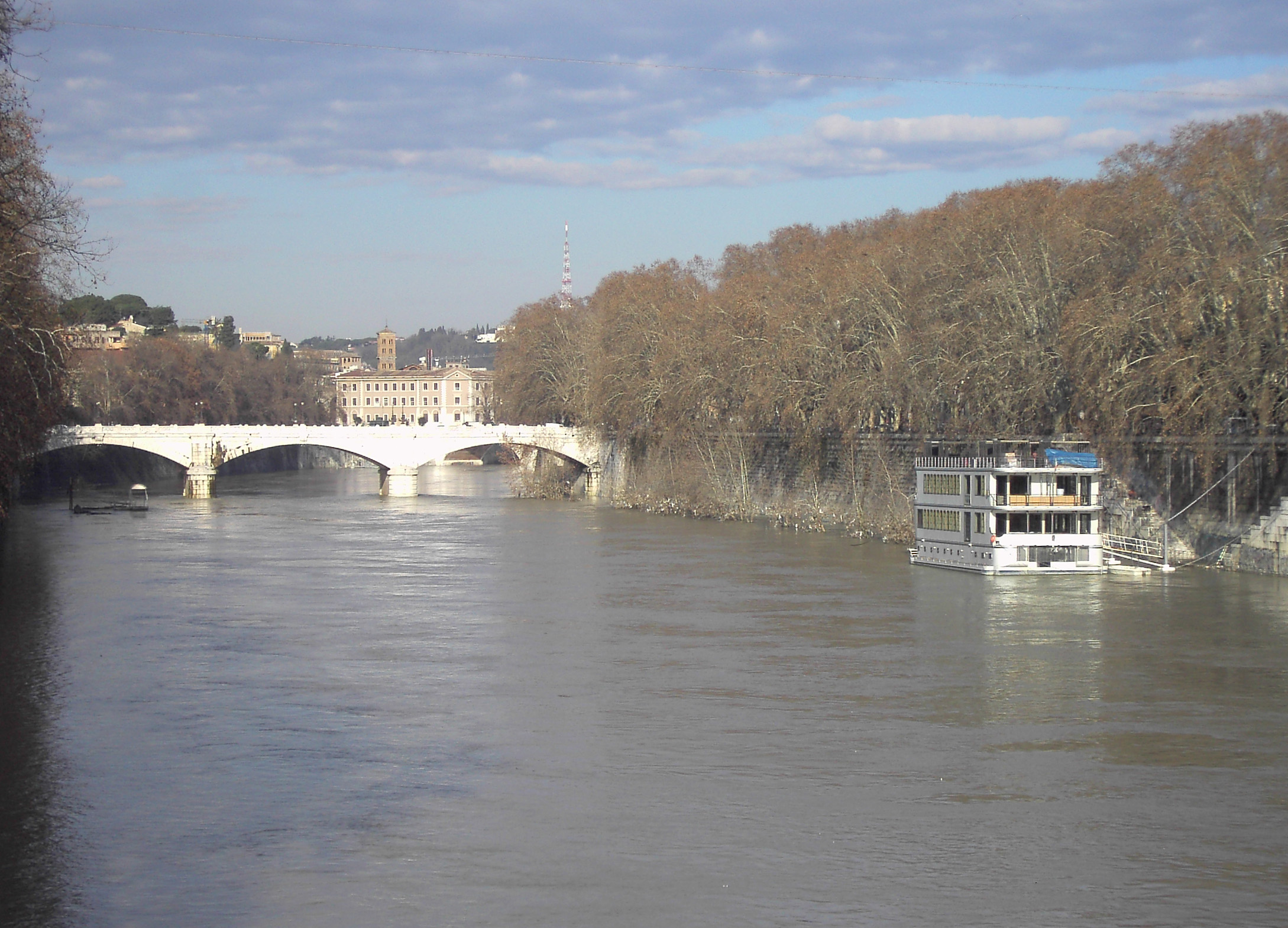

泰巴尔迪河岸（Lungotevere dei Tebaldi）是意大利罗马里帕区的一段台伯河岸，连接圣文生·伯乐天广场（Piazza San Vincenzo Pallotti）与朱塞佩·马志尼桥。
河岸得名于罗马的泰巴尔迪家族，于1745年灭绝，定名于1887年7月20日。